# Mika Poutala

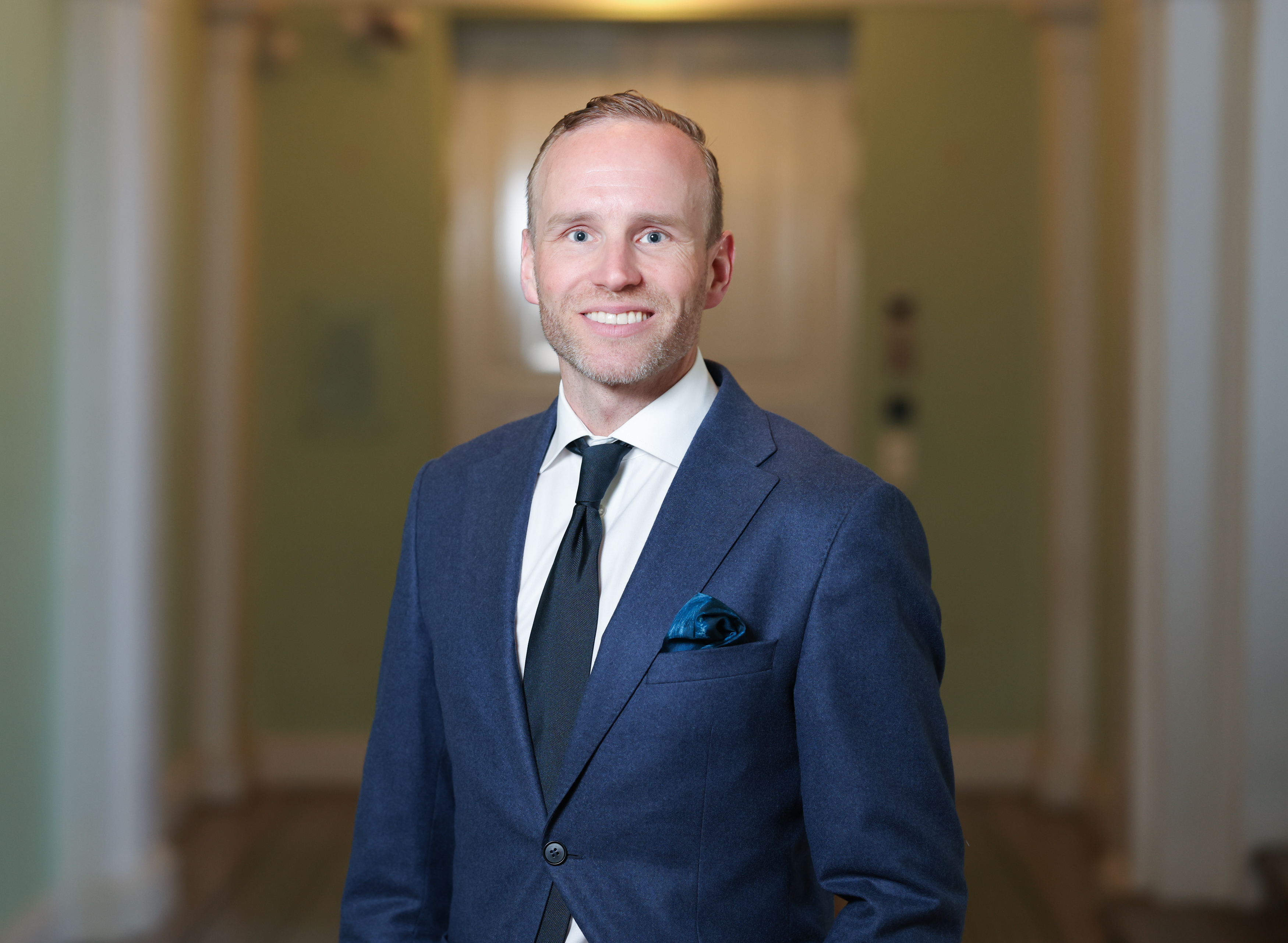
Mika Poutala (2025)

Mika Poutala (* 20. Juni 1983 in Helsinki) ist ein ehemaliger finnischer Eisschnellläufer, der als Allrounder seine Karriere begann und später vor allem auf den Kurzstrecken lief, und heutiger Politiker (CD). Seit dem 13. Juni 2025 ist er Minister für Bewegung, Sport und Jugend im Kabinett Orpo.

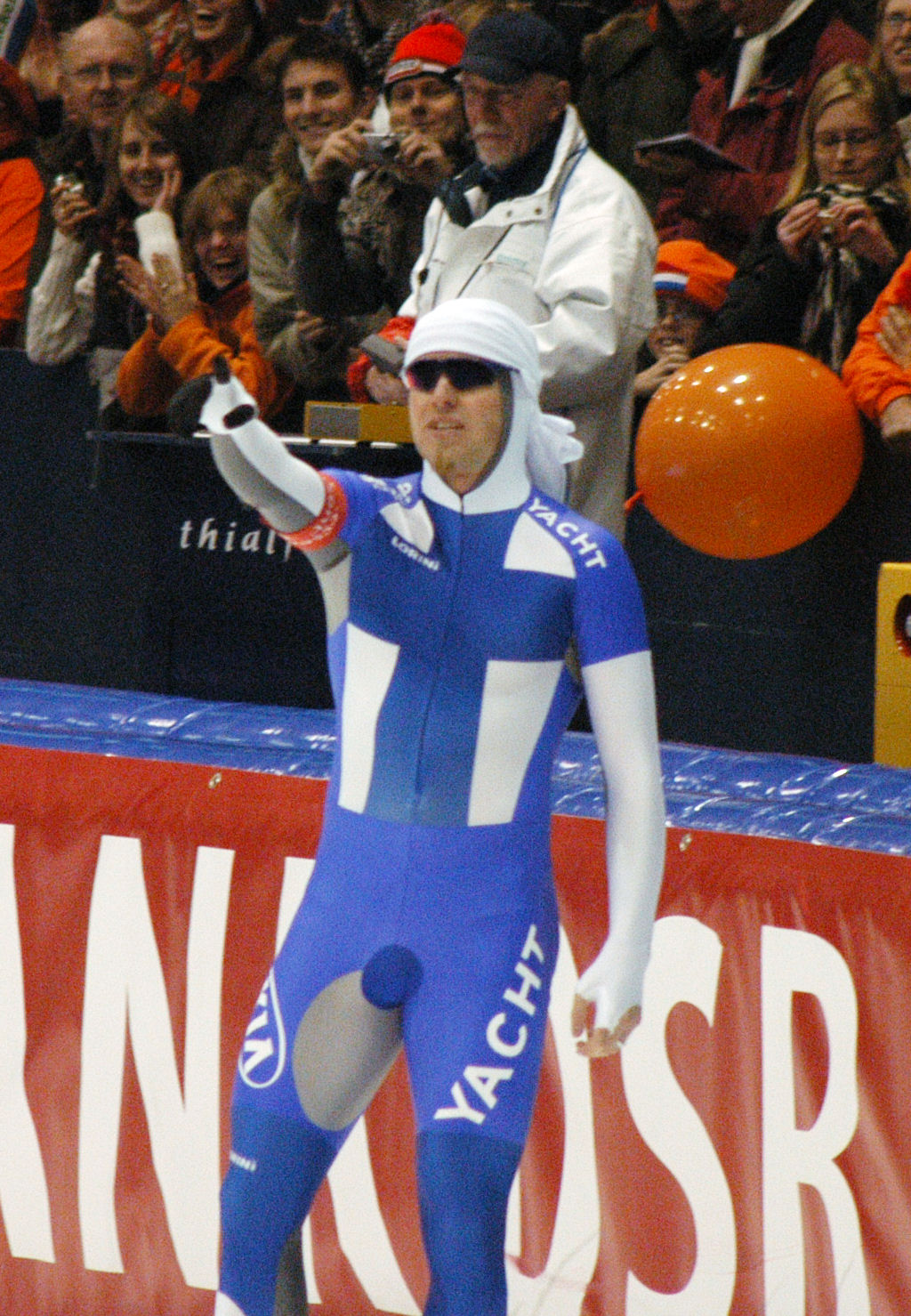
Mika Poutala im Dezember 2007 beim Weltcup in Heerenveen

Mika Poutala gab sein Weltcupdebüt im März 2002 in Inzell. Es dauerte mehr als drei Jahre, bis der Finne an gleicher Stelle im Dezember 2005 erstmals in die Weltspitze lief (Platz 5 über 500 Meter). Am Tag nach diesem Erfolg konnte er über 100 Meter auch seinen ersten Weltcupsieg feiern. Die 100 Meter sollten auch zu seiner Paradestrecke werden, hier konnte er alle seine bislang drei Podestplätze erreichen. Im Gesamtweltcup über diese Strecke belegte er in der Saison 2005/06 hinter Yūya Oikawa den zweiten Platz.
Poutala startete über 1000 Meter (26.) und 500 Meter (22.) bei den Olympischen Spielen 2006 in Turin. Seit 2003 nahm er an mehreren Welt- und Europameisterschaften im Sprint und auf Einzelstrecken teil. Bislang erreichte er dort noch nie einen Platz unter den besten 10, seine beste Platzierung war ein 13. Rang über 500 Meter bei den Einzelstreckenweltmeisterschaften 2005 in Inzell. Bei den Olympischen Winterspielen 2010 in Vancouver erreichte Poutala einen guten 5. Rang in der 500-Meter-Konkurrenz.
Achtmal konnte Poutala bislang finnische Meistertitel erringen, neunmal Vizemeister und fünfmal Dritter.

## Eisschnelllauf-Weltcup-Platzierungen
| Platzierung | 100 m | 500 m | 1000 m | 1500 m | 5000 m | 10.000 m | Team |
| ----------- | ----- | ----- | ------ | ------ | ------ | -------- | ---- |
| 1. Platz    | 1     |       |        |        |        |          |      |
| 2. Platz    | 1     |       |        |        |        |          |      |
| 3. Platz    | 1     |       |        |        |        |          |      |
| Top 10      | 3     | 5     | 1      |        |        |          |      |

(Stand: 4. Februar 2007)